# 构棘
构棘（学名：Maclura cochinchinensis）又名刺格、葨芝、山荔子、穿破石，为桑科桑橙屬下的一个种。

## 扩展阅读
- 构棘图鉴 （页面存档备份，存于）